# Niuatui
Niuatui ist ein kleines Motu im nördlichen Riffsaum des Atolls Nukufetau im Inselstaat Tuvalu.

## Geographie
Niuatui schließt sich unmittelbar an Oua und Lafaga an der Nord-Ostecke des Atolls an. Nach Nordwesten schließt sich die Insel Teafuaniua an.